# Кіамбе
8°19′41″ пд. ш. 157°16′15″ сх. д. / 8.3280555555556° пд. ш. 157.27083333333° сх. д.
Кіамбе — невеликий острів у групі островів Нова Джорджія Західної провінції Соломонових Островів, розташований на південний схід від Мунди.